# Condado de Gray (Texas)
O condado de Gray é um dos 254 condados do estado norte-americano do Texas. A sede do condado é Pampa, e sua maior cidade é Pampa.
O condado possui uma área de 2 407 km² (dos quais 3 km² estão cobertos por água), uma população de 22 744 habitantes, e uma densidade populacional de 9 hab/km² (segundo o censo nacional de 2000).
O condado foi criado em 1876.